# Цюрихське озеро
Цюрихське озеро (нім. Zürichsee, фр. Lac de Zurich) — озеро в Швейцарії, біля підніжжя Альп; на висоті 409 метрів над рівнем моря між кантонами Санкт-Галлен, Швіц і Цюрих;
- Площа 88,66 км²,
- Довжина до 40 км,
- Ширина від 1 до 4 км,
- Об'єм 3,9 км³,
- Довжина узбережжя 87,6 км,
- Період оновлення води — близько 1,1 року, або 440 діб (за різними джерелами).

Має серпоподібну форму; на східному боці в нього впадає річка Лінт, яка витікає із західного краю озера, в районі міста Цюрих під назвою річка Ліммат (притока річки Ааре; сточище Рейну).
Коса в Гурдена, що з'єднується залізничною дамбою з мисом Рапперсвіль, ділить озеро на дві нерівні частини: меншу — Верхнє озеро (Obersee), між кантонами Швіц і Санкт-Галлен, і більшу частину — Нижнє озеро (Untersee), що лежить в межах кантону Цюрих. Нижнє — головна частина Цюрихського озера — відрізняється більшою глибиною (143 м), ніж Верхнє.
По обох берегах проходить залізниця. На озері два острови: Уфенау (11,3 га) і Люцелау (3 га).